# 梭须半突虫
梭须半突虫（学名：Phyllodoce madeirensis）为叶须虫科叶须虫属的动物。分布于法国、葡萄牙、西班牙、大西洋东岸、地中海、红海、印度洋、非洲东南部、澳大利亚、马达加斯加、印度、越南、日本以及中国大陆的南海沿岸等地，一般栖息于热带水域。

## 外部連結
- 維基物種上的相關：梭须半突虫